# 伊森·范勒文
伊森·范勒文（英語：Ethan van Leeuwen，2001年4月8日—），英格蘭男子羽球運動員。

## 簡歷
伊森·范勒文的父母都曾經是羽球選手，父親是荷蘭人，母親喬安妮·戴維斯則曾代表英格蘭和英國參加1998年大英國協運動會和2000年夏季奧林匹克運動會羽毛球比賽；伊森小時候曾經接觸足球、體操等運動。
2019年，伊森與混雙搭檔安妮·拉多在冰島國際賽闖入決賽，最終不敵地主國選手克里斯托弗·達里·芬森／瑪格麗特·約翰斯多蒂爾，獲得亞軍。2021年，與馬修·克萊爾搭檔，在英格蘭全國羽毛球錦標賽奪得男子雙打冠軍。

## 主要比賽成績
只列出曾進入準決賽的國際賽事成績：
| 年份   | 賽事                       | 公開賽級別 | 項目     | 搭檔            | 成績   |
| ------ | -------------------------- | ---------- | -------- | --------------- | ------ |
| 2017年 | 冰島羽毛球國際賽           | 國際系列賽 | 混合雙打 | Sian Kelly      | 準決賽 |
| 2019年 | 冰島羽毛球國際賽           | 未來系列賽 | 男子雙打 | William Jones   | 準決賽 |
| 2019年 | 冰島羽毛球國際賽           | 未來系列賽 | 混合雙打 | 安妮·拉多       | 亞軍   |
| 2019年 | 挪威羽毛球國際賽           | 國際系列賽 | 混合雙打 | 麗茲·托爾曼     | 準決賽 |
| 2019年 | 威爾斯羽毛球國際賽         | 國際系列賽 | 男子雙打 | Rory Easton     | 準決賽 |
| 2021年 | 西班牙羽毛球國際賽         | 國際挑戰賽 | 男子雙打 | 马修·克莱尔     | 準決賽 |
| 2022年 | 奧地利羽毛球公開賽         | 國際系列賽 | 混合雙打 | 克洛伊·比尔切   | 準決賽 |
| 2022年 | 意大利羽毛球國際賽         | 國際挑戰賽 | 混合雙打 | 克洛伊·比尔切   | 準決賽 |
| 2022年 | 荷蘭羽毛球公開賽           | 國際挑戰賽 | 男子雙打 | 卡勒姆·亨明     | 亞軍   |
| 2023年 | 歐洲羽毛球混合團體錦標賽   | 其他       | 混合團體 | －              | 季軍   |
| 2023年 | 奧地利羽毛球公開賽         | 國際系列賽 | 混合雙打 | 安妮·拉多       | 冠軍   |
| 2023年 | 波蘭羽毛球國際賽           | 國際系列賽 | 男子雙打 | 卡勒姆·亨明     | 冠軍   |
| 2023年 | 波蘭羽毛球國際賽           | 國際系列賽 | 混合雙打 | 安妮·拉多       | 準決賽 |
| 2023年 | 蘇格蘭羽毛球公開賽         | 國際挑戰賽 | 男子雙打 | 卡勒姆·亨明     | 準決賽 |
| 2023年 | 荷蘭羽毛球公開賽           | 國際挑戰賽 | 男子雙打 | 卡勒姆·亨明     | 亞軍   |
| 2024年 | 歐洲羽毛球男女子團體錦標賽 | 其他       | 男子團體 | －              | 季軍   |
| 2024年 | 葡萄牙羽毛球國際賽         | 國際系列賽 | 混合雙打 | 克洛伊·比尔切   | 冠軍   |
| 2024年 | 波蘭羽毛球公開賽           | 國際挑戰賽 | 男子雙打 | 卡勒姆·亨明     | 準決賽 |
| 2024年 | 荷蘭羽毛球公開賽           | 國際挑戰賽 | 男子雙打 | 卡勒姆·亨明     | 準決賽 |
| 2024年 | 愛爾蘭羽毛球公開賽         | 國際挑戰賽 | 男子雙打 | 卡勒姆·亨明     | 準決賽 |
| 2025年 | 愛沙尼亞羽毛球國際賽       | 國際系列賽 | 混合雙打 | Abbygael Harris | 冠軍   |
| 2025年 | 歐洲羽毛球混合團體錦標賽   | 其他       | 混合團體 | －              | 季軍   |

| 2007-2017年 | 首要超級賽 | 超級賽 | 黃金大獎賽 | 大獎賽 | 國際挑戰賽 | 國際系列賽 | 未來系列賽 | 其他 |

| 2018-2026年 | 總決賽 | 超級1000賽 | 超級750賽 | 超級500賽 | 超級300賽 | 超級100賽 | 國際挑戰賽 | 國際系列賽 | 未來系列賽 | 其他 |